# Planta de energía nuclear Shoreham

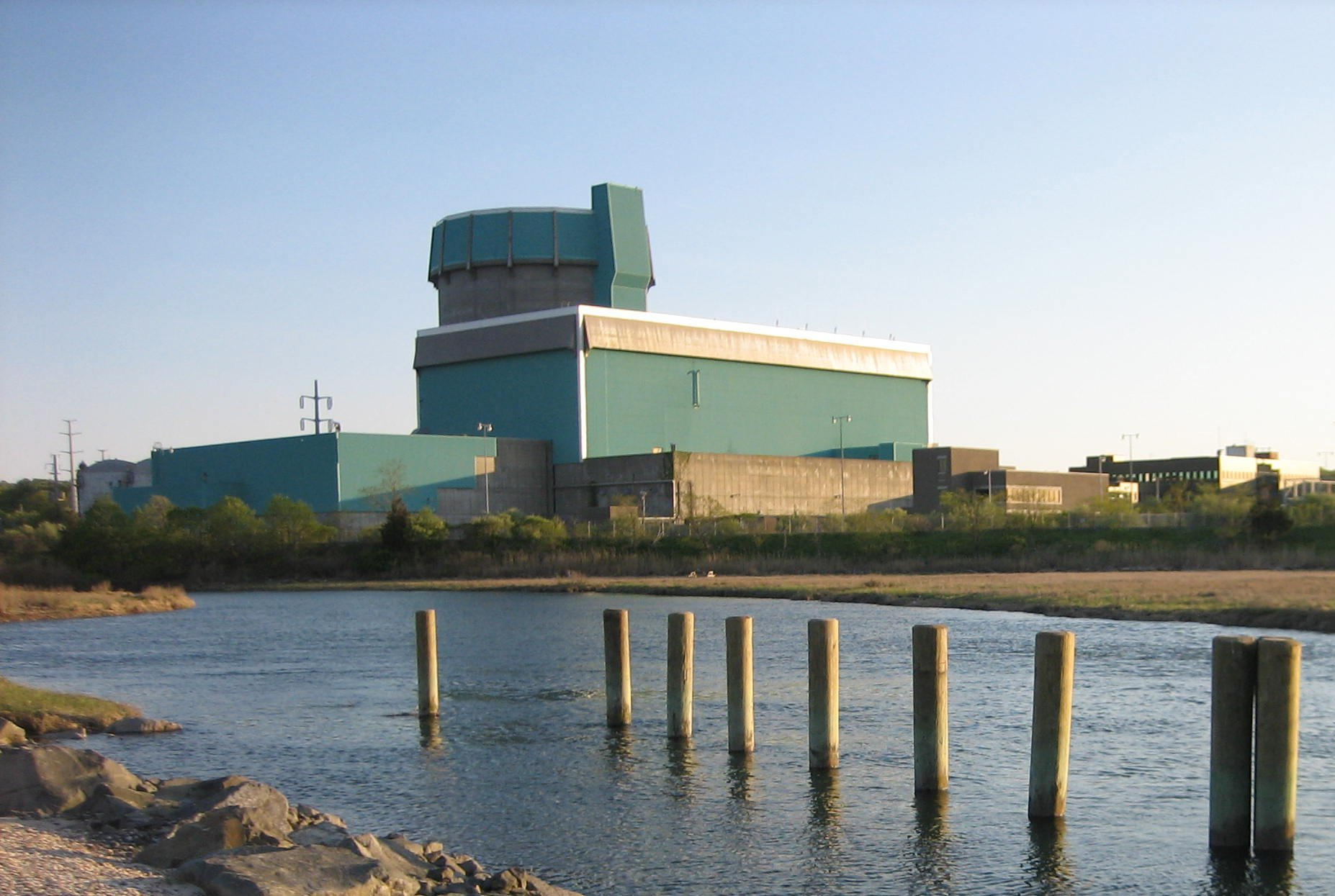
La Planta Nuclear Shoreham.

La Shoreham Nuclear Power Plant fue una central nuclear de reactor de agua en ebullición de General Electric, se encontraba en East Shoreham y Wading River, Condado de Suffolk, Long Island, Nueva York, a 100 km al este de Manhattan. La planta fue diseñada para producir 800 MW pero nunca funcionó a nivel comercial, aunque si permitió realizar pruebas de baja potencia nunca produjo un solo kilovatio de energía eléctrica, y se desinstaló en 1994.

## Historia
El 13 de abril de 1965, la Long Island Lighting Company (LILCO) anunció la Shoreham Nuclear Plant, la primera y única planta de energía nuclear en Long Island (a pesar de que ya había habido mucha investigación nuclear y múltiples reactores de investigación en el Brookhaven National Laboratory). La planta era una gemela virtual de la planta Millstone 1 en Connecticut, que fue completada con un coste de 101 millones de dólares.
La planta se construyó entre 1973 y 1984. Inicialmente establecida en una superficie dominada por campos de patatas, para cuando la planta estaba lista para funcionar el área urbana había crecido como para rodear el emplazamiento. Puesto que las Zonas del Plan de Emergencias cruzaban dos de las autovías que conectaban la isla, la población empezó a preocuparse ya que en caso de un accidente la evacuación sería imposible. Después de los accidentes de Three Mile Island y Chernóbil, la oposición popular a la planta creció significativamente.
La planta no recibió nunca una autorización de potencia total de la NRC debido a que los representantes del gobernador de Nueva York Mario Cuomo no firmaron en Plan de Evacuación de Emergencia. La planta recibió una autorización para baja potencia de la NRC.
El 19 de mayo de 1989, LILCO acordó no hacer funcionar la planta en una negociación con el estado bajo la cual la mayoría de los 6 millardos de dólares del coste de la planta fue trasladado a los consumidores. La Long Island Power Authority (LIPA), encabezada por Richard Kessel, se creó en 1986 específicamente para comprar Shoreham de LILCO (lo que hizo en 1992). Shoreham fue desinstalada por completo en 1994.